# Heinrich Plange
Heinrich Plange (* 17. Juni 1857 in Elberfeld (heute Stadtteil von Wuppertal); † 5. Juli 1942 in Wetter an der Ruhr) war ein deutscher Architekt, der Sakral- und Profanbauten schuf.

## Leben
Heinrich Plange war das sechste unter acht Kindern von Wilhelm Plange. 1878 nahm er ein Architekturstudium bei Julius Carl Raschdorff an der Technischen Hochschule (Berlin-)Charlottenburg auf. In den Jahren 1878 bis 1880 entstanden viele Studienarbeiten von Plange, die bis heute erhalten sind. Spätere Studienarbeiten zeigen eine stilistische Ähnlichkeit zur italienischen Renaissance. Nach dem Ende seines Studiums unternahm er eine Studienreise nach Italien. Er arbeitete zunächst als Regierungsbaumeister (Assessor) im staatlichen Bauwesen, spätestens 1890 kehrte er in seine Heimatstadt Elberfeld zurück und machte sich selbständig. Als Teilhaber der Firma Plange und Hagenberg leitete er ein bautechnisches Architektenbüro; der zweite Teilhaber war Friedrich Hagenberg, Plange ist als maßgeblicher Entwurfsurheber innerhalb des Büros anzusehen. Nach der Auflösung dieser Partnerschaft führte Plange das Büro bis 1921 alleine weiter.
Am 11. Juni 1891 heiratete er Elisabeth Brandhoff, beide hatten drei gemeinsame Kinder. Im Ersten Weltkrieg fielen seine beiden Söhne, und seine Frau starb. 1918 zog Plange mit seiner Tochter nach Gruiten. Im Jahr 1932 gingen beide nach Wetter an der Ruhr, wo sie bis zu Heinrich Planges Tod lebten.

## Bauten und Entwürfe

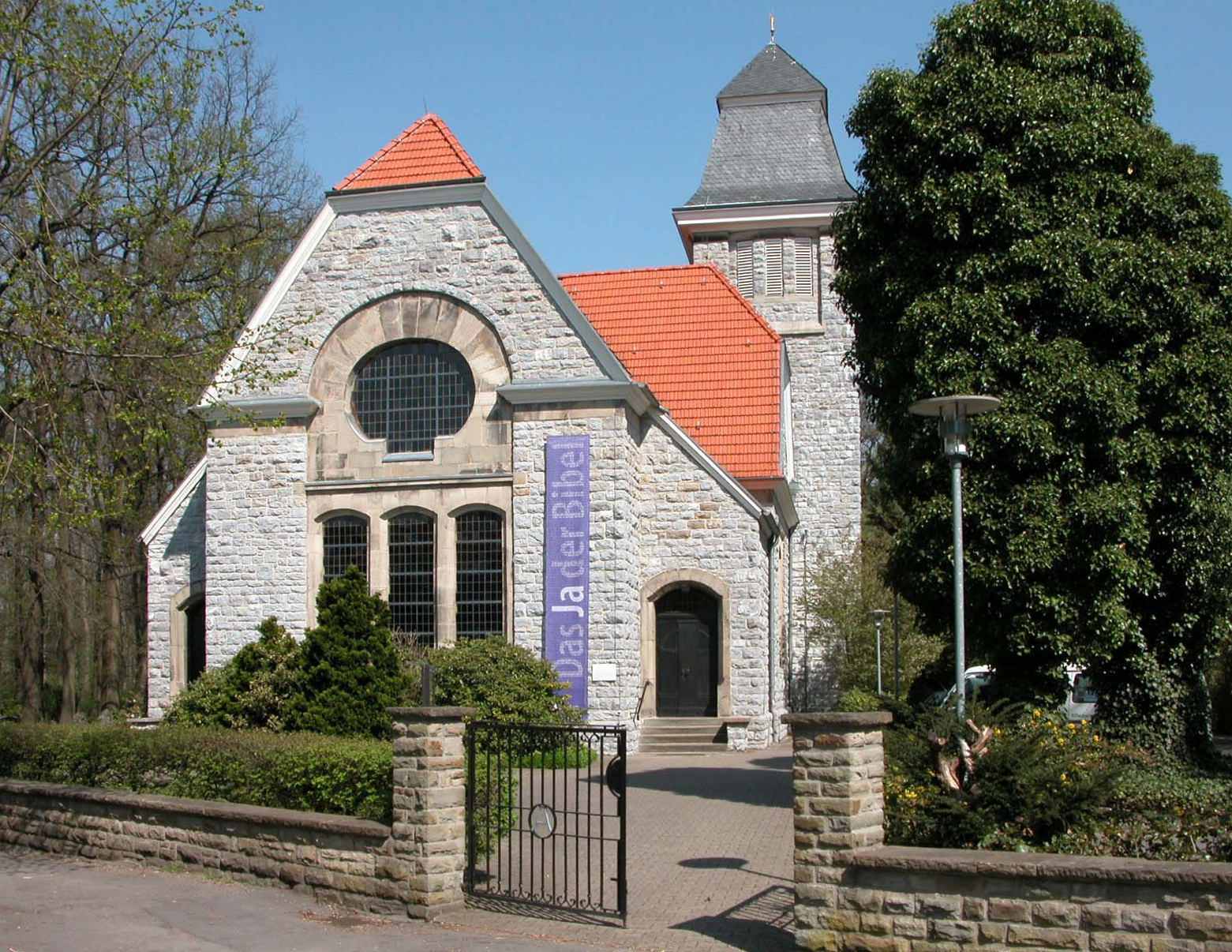
Neanderkirche in Hochdahl

Plange entwarf sechs Kirchen, die zwischen 1889 und 1911 erbaut wurden, darunter:
- 1899–1901: evangelische Christuskirche in Elberfeld
- 1903–1904: evangelische Neanderkirche in Erkrath-Hochdahl

An Fabrikantenvillen sind erwähnenswert:
- 1891–1893: Villa von der Heydt in Bad Godesberg
- 1896–1897: Villa Dietrich Bremshey in Ohligs
- 1897–0000: Villa Kölker in Höhscheid
- 1897–1899: Villa Seyd in Elberfeld
- 1902–0000: Haus Landfried für Peter Lucas Colsman in Langenberg
- 1902–1903: Villa Baum (auch „Villa Boltenberg“) in Elberfeld
- 1904–0000: Villa Cappell in Bad Godesberg
- 1905–1907: Haus Plange in Elberfeld (bis 1918 durch Plange bewohnt)
- 1911–0000: Haus Noetzlin in Elberfeld
- 1913–1914: Villa Plange in Hamburg, Elbchaussee 43